# Frédéric Klose
Frédéric Klose, né le 15 avril 1970 à Bourg-la-Reine (Hauts-de-Seine), est un boxeur français.
Passé professionnel en 1993, il devient champion de France des poids welters entre 1999 et 2001 puis champion d'Europe en 2003, 2004 et 2006. Puis il devient entraîneur pour l'USMV natation et USMV triathlon en 2019 .

## Biographie
Issu de la boxe pied-poings, Frédéric Klose gravit avec patience les marches vers le haut niveau depuis la Normandie. Y vivant avec sa femme Dany Roca, ancienne championne du monde de kickboxing reconvertie dans la cascade au cinéma, Klose s'aménage un espace consacré à la boxe dans sa maison. Il lui faut une décennie et six championnats de France victorieux pour convaincre son promoteur, Michel Acariès, de lui offrir une première chance continentale. En janvier 2003, il défie l'Allemand Michel Trabant (de) à Essen mais perd aux points. Six mois plus tard, une nouvelle occasion se présente contre l'Ukrainien Oleksandr Vetukh à Levallois à qui il inflige sa première défaite en professionnel et s'empare du titre EBU.
En septembre 2003, il rejoint les gants Lucéens en même temps que Jean-Paul Mendy avec qui il va aimer se préparer et dont il devient l'homme de coin pendant ses matchs et inversement. Il a passé la trentaine mais sa carrière débute à peine. Il a alors pris peu de coups et n'est jamais tombé. En juillet 2004, pour sa première défense de titre avec le short lucéen, Klose retrouve Trabant à Zwickau. Il prend sa revanche et s'impose aux points. En mai 2005, il perd son titre européen contre le vice-champion olympique en 1996, Oktay Urkal, alors qu'il croit l'emporter avant l'avis contraire des trois juges. L'année suivante, à 36 ans, Acariès lui trouve une nouvelle opportunité continentale. À Milan, il domine nettement le vétéran italien Giovanni Parisi. En fin d'année, il remporte le gants d'or qui récompense le meilleur boxeur français de l'année.
Après six championnats d'Europe, Klose ambitionne de s'imposer à l'échelon mondial. Le nom de Miguel Cotto est un temps avancé pour s'affronter à Las Vegas mais c'est au Cannet que le Lucéen dispute son championnat WBA par intérim,. Quatorze mois après sa victoire sur Parisi, le 8 décembre 2007, il défie l'ukrainien Yuriy Nuzhnenko, inconnu mais invaincu. Costaud et toujours en marche avant, il pose un casse-tête que le français ne parvient pas à résoudre et il s'incline à l'unanimité des trois juges. Huit mois plus tard, une demi-finale mondiale se présente à lui à Donetsk contre le local Vyacheslav Senchenko. Klose s'incline à l'issue d'un match serré qu'il pense une nouvelle fois gagner aux points. Il prend sa retraite après ce combat.

## Style
Grand et longiligne pour un poids welters, Klose est un boxeur avant tout tactique. Pas du genre à se jeter à l'abordage, il esquive, construit, réfléchit et profite de son allonge. D'où son surnom : le scientifique. Cette tactique lui vaut des mauvais tours car elle dépend de l'avis des juges. Son style plaît davantage aux puristes qu'au public amateur de KO car il n'est pas un puncheur. Seulement huit victoires avant la limite en quarante-huit combats, la plupart en début de carrière.

### Ouvrage de référence
- Gérald Massé et Romain Léger, Les exploits des sportifs d'Eure-et-Loir : 1965-2015, Dreux, Antipodes, octobre 2015, 336 p. (ISBN 978-2-9553628-0-8)

1. 1 2 3 4 5 6 7 8 9 10 11 12 13 14 15 16  Boxe - 2007 / Klose et Mendy : les grands Lucéens, p. 198
2. 1 2 3 4 5 6 7 8 9 10 11 12  Boxe - 2007 / Klose et Mendy : les grands Lucéens, p. 199

### Autres références
1. ↑  (en) Frederic Klose vs. Yuriy Nuzhnenko (boxrec.com)